# Селестин Бабаяро
Селестин Хайсит Бабаяро (на английски: Celestine Babayaro) е нигерийски футболист, който е играе като ляв защитник или полузащитник.
Роден е на 29 август 1978 година в Кадуна. По-голямата част от кариерата му преминава в Английската висша лига, главно в отбора на „Челси“ (1997 – 2005), а по-късно и в „Нюкасъл Юнайтед“ (2005 – 2008). Има и кратък престой в американския клуба „Лос Анджелис Галакси“ без официално да играе за него. Пенсионира като свободен агент през 2010 година.
Бабаяро играе в националния отбор по футбол на Нигерия от 1995 до 2004 г., включително в две олимпиади, две Световни първенства и три Купи на африканските нации.

## В националния отбор
| национален отбор | година    | мачове | голове |
| ---------------- | --------- | ------ | ------ |
| Нигерия          | 1995 г    | 1      | 0      |
| Нигерия          | 1996 г    | 1      | 0      |
| Нигерия          | 1997 г    | 4      | 0      |
| Нигерия          | 1998 г    | 5      | 0      |
| Нигерия          | 1999 г    | 2      | 0      |
| Нигерия          | 2000 г    | 7      | 0      |
| Нигерия          | 2001 г    | 2      | 0      |
| Нигерия          | 2002 г    | 4      | 0      |
| Нигерия          | 2003 г    | 0      | 0      |
| Нигерия          | 2004 г    | 1      | 0      |
| Обща сума        | Обща сума | 27     | 0      |

## Отличия
Андерлехт
- Белгийска първа дивизия : 1994 – 95
- Суперкупа на Белгия : 1995 г

Челси
- Купа на носителите на купи на УЕФА : 1997 – 98
- Суперкупа на УЕФА : 1998 г
- ФА Къп : 1999 – 2000
- FA Charity Shield : 2000

Нигерия U17
- Световно първенство на FIFA U-17 : 1993 г

Нигерия U23
- Олимпийски златен медал : 1996 г

Нигерия
- Трето място за Купата на африканските нации : 2004[1]

Индивидуален
- Белгийски млад професионален футболист на годината : 1994 – 95, 1995 – 9
- Награда за обувки Ebony : 1996